# Punch-Out!!
Punch-Out!! es una serie de videojuegos de boxeo creada por la empresa Nintendo para videoconsolas y también para arcade. Se trata de un boxeador que tratará de conseguir el cinturón de la WVBA (World Video Boxing Association). El primer videojuego salió para arcade conocido como Punch-Out!!, la secuela también saldría para arcade y se llamaría Super Punch Out!!. Más adelante salieron Punch Out!! y Mike Tyson's Punch Out!! para NES, y  Punch-Out!! y Super Punch Out!! para SNES y también se publicó una versión para la videoconsola Wii.

## Banda Sonora
La música de apertura del juego consiste en una versión simplificada de una marcha compuesta hace varias décadas por Mahlon Merrick , la obra se conoce como "Look Sharp / Be Sharp". 
Durante años ha sido utilizada en reiteradas oportunidades para publicidades radiales y programas de televisión (como por ejemplo La Cabalgata Deportiva Gillette) En el cine la marcha se utilizó parcialmente durante una escena de Raging Bull, también en la película Gatica el mono del director argentino Leonardo Favio.

## Videojuegos
| Título                | Plataforma | Año                                                                      |
| --------------------- | ---------- | ------------------------------------------------------------------------ |
| Punch-Out!!           | Arcade     | Japón y América del Norte: 1983 y 1984                                   |
| Super Punch Out!!     | Arcade     | Japón y América del Norte: 1985                                          |
| Arm Wrestling         | Arcade     | América del Norte: 1985                                                  |
| Punch-Out!!           | NES        | Japón: 1987 , 2007 América del Norte: 1987 , 1990 , 2007 PAL: 1990, 2007 |
| Super Punch-Out!!     | SNES       | Japón: 1998 América del Norte: 1994 , 1996 , 2009 Europa: 1995 , 2009    |
| Punch-Out!!           | Wii        | América del Norte: 18 de mayo de 2009 Europa: 22 de mayo de 2009         |
| Doc Louis Punch-Out!! | WiiWare    | América del Norte: 27 de octubre de 2009                                 |

## Personajes
| Personaje                        | Punch-Out (7 Personajes)!! (arcade) | Super Punch-Out (6 Personajes) !! (arcade) | Punch-Out (12 Personajes) !!(NES) | Super Punch-Out (18 Personajes)!! (Super NES) | Punch-Out (19 Personajes)!! (Wii) | Doc Louis Punch-Out (2 Personajes) !! (WiiWare) |
| -------------------------------- | ----------------------------------- | ------------------------------------------ | --------------------------------- | --------------------------------------------- | --------------------------------- | ----------------------------------------------- |
| Aran Ryan                        | No                                  | No                                         | No                                | Sí                                            | Sí                                | No                                              |
| Bald Bull                        | Sí                                  | Sí                                         | Sí                                | Sí                                            | Sí                                | No                                              |
| Bear Hugger                      | No                                  | Sí                                         | No                                | Sí                                            | Sí                                | No                                              |
| Bob Charlie                      | No                                  | No                                         | No                                | Sí                                            | No                                | No                                              |
| The Challenger                   | Sí                                  | Sí                                         | No                                | Sí                                            | No                                | No                                              |
| Disco Kid                        | No                                  | No                                         | No                                | No                                            | Sí                                | No                                              |
| Doc Louis                        | No                                  | No                                         | No                                | No                                            | No                                | Sí                                              |
| Don Flamenco                     | No                                  | No                                         | Sí                                | No                                            | Sí                                | No                                              |
| Donkey Kong                      | No                                  | No                                         | No                                | No                                            | Sí                                | No                                              |
| Dragon Chan                      | No                                  | Sí                                         | No                                | Sí                                            | No                                | No                                              |
| Gabby Jay                        | No                                  | No                                         | No                                | Sí                                            | No                                | No                                              |
| Glass Joe                        | Sí                                  | No                                         | Sí                                | No                                            | Sí                                | No                                              |
| Giga Mac                         | No                                  | No                                         | No                                | No                                            | Sí                                | No                                              |
| Great Tiger                      | No                                  | Sí                                         | Sí                                | No                                            | Sí                                | No                                              |
| Heike Kagero                     | No                                  | No                                         | No                                | Sí                                            | No                                | No                                              |
| Hoy Quarlow                      | No                                  | No                                         | No                                | Sí                                            | No                                | No                                              |
| Kid Quick                        | Sí                                  | No                                         | No                                | No                                            | No                                | No                                              |
| King Hippo                       | No                                  | No                                         | Sí                                | No                                            | Sí                                | No                                              |
| Little Mac                       | No                                  | No                                         | Sí                                | Sí                                            | Sí                                | Sí                                              |
| Mad Clown                        | No                                  | No                                         | No                                | Sí                                            | No                                | No                                              |
| Masked Muscle                    | No                                  | No                                         | No                                | Sí                                            | No                                | No                                              |
| Mike Tyson / Mr. Dream           | No                                  | No                                         | Sí                                | No                                            | No                                | No                                              |
| Mr. Sandman                      | Sí                                  | No                                         | Sí                                | Sí                                            | Sí                                | No                                              |
| Narcis Prince                    | No                                  | No                                         | No                                | Sí                                            | No                                | No                                              |
| Nick Bruiser                     | No                                  | No                                         | No                                | Sí                                            | No                                | No                                              |
| Piston Honda / Piston Hondo      | No                                  | No                                         | Sí                                | No                                            | Sí                                | No                                              |
| Piston Hurricane                 | Sí                                  | No                                         | No                                | Sí                                            | No                                | No                                              |
| Pizza Pasta                      | Sí                                  | No                                         | No                                | No                                            | No                                | No                                              |
| Rick Bruiser                     | No                                  | No                                         | No                                | Sí                                            | No                                | No                                              |
| Super Macho Man                  | No                                  | Sí                                         | Sí                                | Sí                                            | Sí                                | No                                              |
| Vodka Drunkenski / Soda Popinski | No                                  | Sí                                         | Sí                                | No                                            | Sí                                | No                                              |
| Von Kaiser                       | No                                  | No                                         | Sí                                | No                                            | Sí                                | No                                              |

## Arcade
Los videojuegos para arcade son:
- Punch Out!!
- Super Punch Out
- Arm Wrestling

## NES y Super Nintendo
Los videojuegos para NES y Super Nintendo son:
- Punch Out!!
- Super Punch Out!!

## Wii
Los videojuegos para Wii son:
- Punch Out!!
- Doc Louis Punch Out!!